# Salle Hocine Chalane
La Salle Hocine Chalane (en arabe : قاعة حسين شالان) est un équipement sportif situé à Blida, en Algérie,. La capacité de cette arène est de 3 500 spectateurs.

## Événements importants
- Championnat d'Afrique de volley-ball féminin 2009
- Qualifications pour les Jeux olympiques d'été de 2012
- Jeux africains 2007